# Iyarri
Iyarri oder Yarri war ein luwischer und hethitischer Pest- und Kriegsgott.
Er wird unter anderem unter den Schwurgöttern im Šuppiluliuma-Šattiwazza-Vertrag erwähnt.  Er konnte dem König in Träumen erscheinen. Dargestellt wurde er als ein auf einem Löwen stehenden Mann. Iyarri eilt dem Heer voraus und schießt seine Pfeile ins feindliche Lager. Diese Pfeile bringen den Feinden Epidemien. In hethitischen Ritualtexten und Gebeten gegen Seuchen und Epidemien wird er als „Herr des Bogens“ und „Gott der Vernichtung“ bezeichnet. Dem Iyarri gelobte die Königin Puduḫepa ein Pferdegefäß samt Wagen.
Iyarri zeigt starke Ähnlichkeit mit dem luwischen Gott Šanta. Beide Götter tragen Bogen und Pfeile bei sich und sind für Seuchen sowie Krieg verantwortlich. Beide erscheinen auch in Gemeinschaft mit den Marwainzi-Gottheiten. Der Name dieser Gottheiten bedeutet „die Dunklen“.
Der griechische Apollon und der syrische Rešep als bogenschießende Pestgötter teilen gewisse Züge mit Iyarri. Ob ein Zusammenhang mit dem babylonischen Erra besteht ist unklar. Es ist auch möglich, dass er sich in seiner Funktion als Kriegsgott hinter Zababa verbirgt.